# Numenius borealis
El zarapito esquimal, boreal o polar (Numenius borealis), también denominado playero polar, esquimal o chorlo polar, es una especie de ave charadriforme migratoria de la familia Scolopacidae de América. Esta limícola de tamaño medio y se considera en peligro crítico.

## Taxonomía

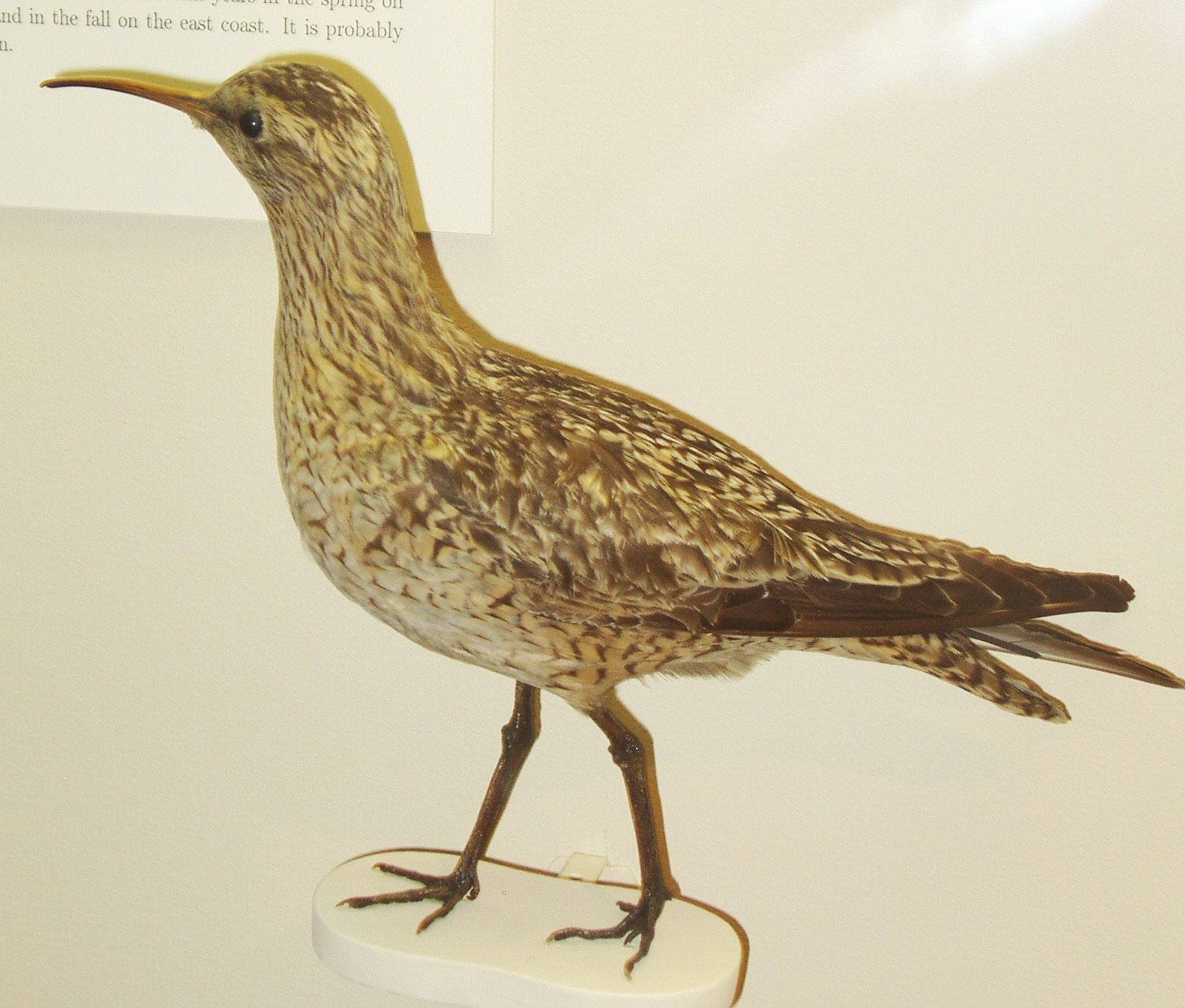
Ejemplar disecado.

El zarapito esquimal es uno de los ocho miembros del género Numenius. Anteriormente estuvo emplazado en el género Mesoscolopax. Numenius es uno de los géneros de la familia Scolopacidae que a su vez se sitúa entre los charadriformes.
La especie fue descrita por Johann Reinhold Forster en 1772. El nombre genérico tiene tres posibles etimologías. Una es que proceda del griego noumenios que significa «de la luna nueva» por comparar el fino su fino pico con una estrecha luna creciente. Una segunda posibilidad es que proceda de la palabra numen, que significa «cabeceo», en referencia a los movimientos de la cabeza hacia adelante y abajo de esta especie. La última posibilidad es que Numenius sea una forma latinizada del griego noumenios, que era la palabra que Diógenes Laercio usó para referirse a los zarapitos. El nombre específico borealis es el término latino para «norteño».

## Descripción

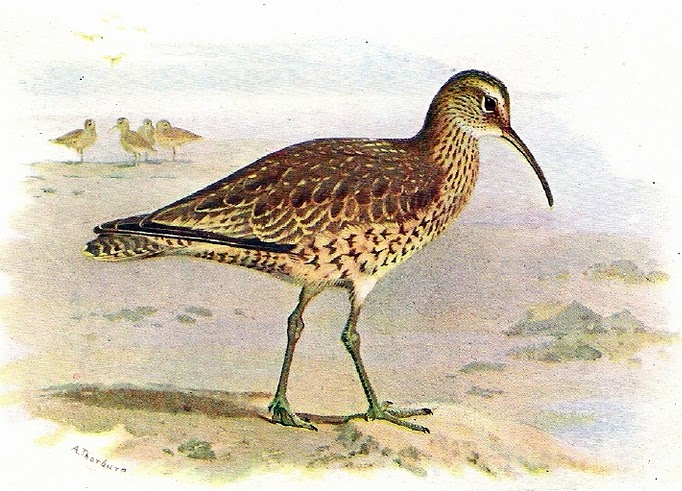
Zarapito boreal por Archibald Thorburn.

Los zarapitos esquimales miden entre 30 y 33 cm. Los adultos tienen largas patas de color gris oscuro y un pico largo y ligeramente curvado hacia abajo. Sus partes superiores son de color marrón moteadas y sus partes inferiores son de color marrón claro. Las alas desplegadas muestran una coloración canela. Son similares a los zarapitos del Hudson, la subespecie norteamericana del zarapito trinador, pero de menor tamaño. En el campo, la única forma segura de distinguir al zarapito esquimal es por las partes inferiores de sus primarias que no están listadas. Su llamada es poco conocida, que incluyen claros silbidos.
El zarapito esquimal era el equivalente americano del zarapito chico Numenius minutus, que vive en Asia, pero es ligeramente mayor, con las alas más largas, las partas más cortas y su plumaje tiene un tonos más cálidos que el de su pariente asiático.

## Distribución y hábitat
El zarapito esquimal es un ave americana, criaba en la tundra ártica de Canadá occidental y Alaska. Al final del verano boreal migraba a las pampas de Argentina y hacía el camino de regreso en febrero aunque algunas veces atravesaban la cordillera llegando al Archipiélago de Chiloé en Chile. Raramente aparecían como divagantes en Europa occidental, pero no hay ningún registro reciente.
Una comparación de las fechas y patrones de las migraciones han llevado a conjeturar que el zarapito esquimal y el chorlito dorado chico fueron las aves que atrajeron la atención de Cristóbal Colón hacia la tierra cercana tras sesenta y cinco días en el mar en su primer viaje. Al inicio del siglo XIX millones de zarapitos esquimales seguían las rutas migratorias desde el actual Yukón y los Territorios del Noroeste, volando hacia el este por las costas del norte de Canadá, y entonces dirigiéndose hacia el sur por el océano Atlántico hacia Sudamérica en el invierno boreal. Cuando regresaban a Norteamérica debían sobrevolar las grandes llanuras.

## Comportamiento

### Alimentación

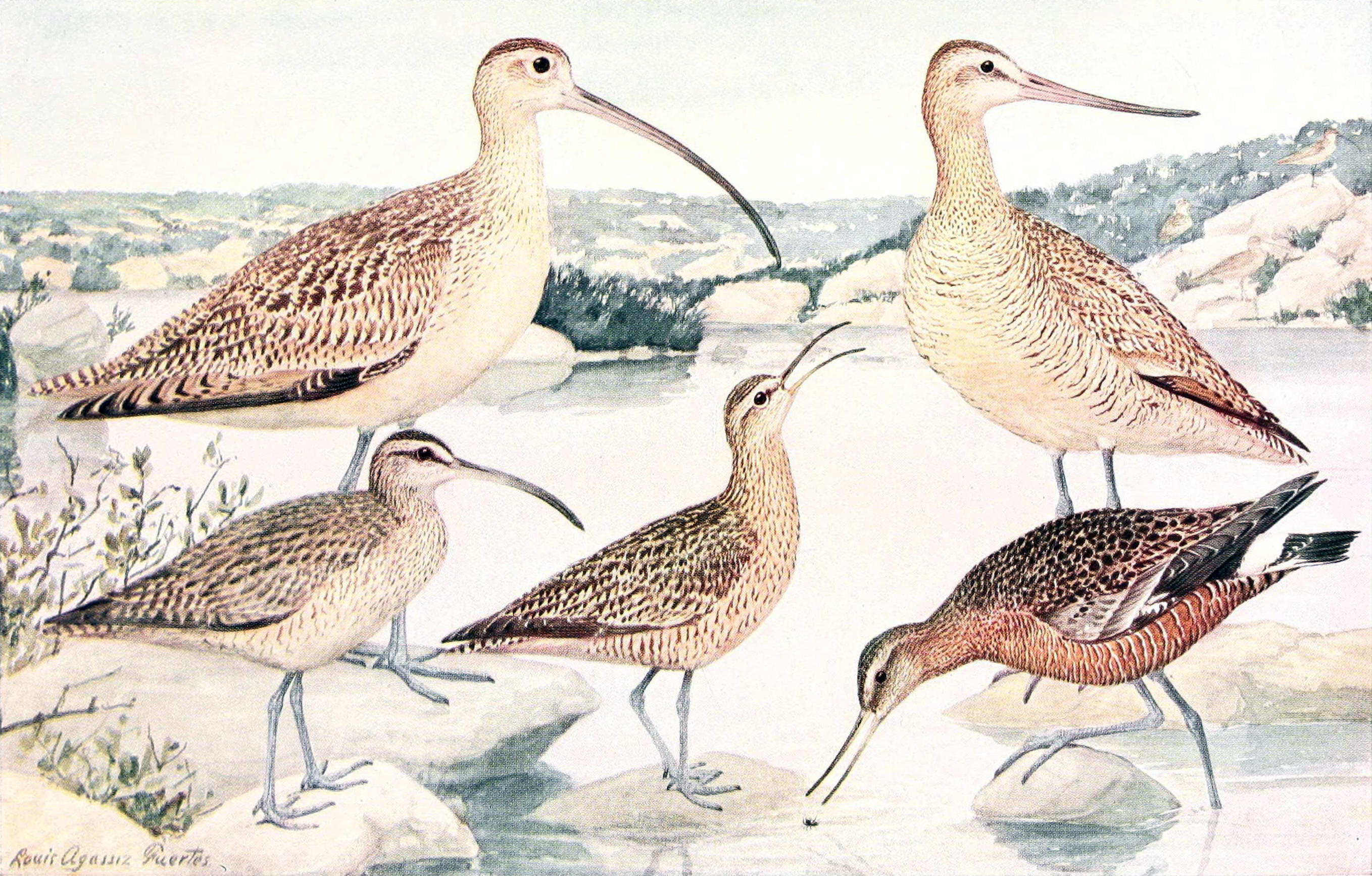
Ilustración de Louis Agassiz Fuertes

El zarapito polar pica buscando comida con la vista, además de sondear con el pico. Durante la migración en otoño se alimenta principalmente de bayas en Canadá. Durante el resto de su migración y en sus zonas de cría se alimentan de insectos. También forman parte de su dieta los caracoles y otros invertebrados durante la migración.

### Reproducción
La anidación probablemente se realizaba en junio. Los nidos se localizaban en áreas abiertas en el suelo en zonas de difícil acceso. Estaban hechos de briznas de hierba seca y hojas. Los huevos eran verdes con motas marrones.
Se desconoce el comportamiento de incubación de la especie. No se sabe con certeza cual de los sexos o si los dos empollaban, y cuanto tiempo les suponía. Obviamente estas aves no tenía problemas de espacio y no debían atacar a los intrusos que intentaran acercarse a sus huevos porque realizaban sus nidos muy alejados unos de otros.

## Cercano a la extinción

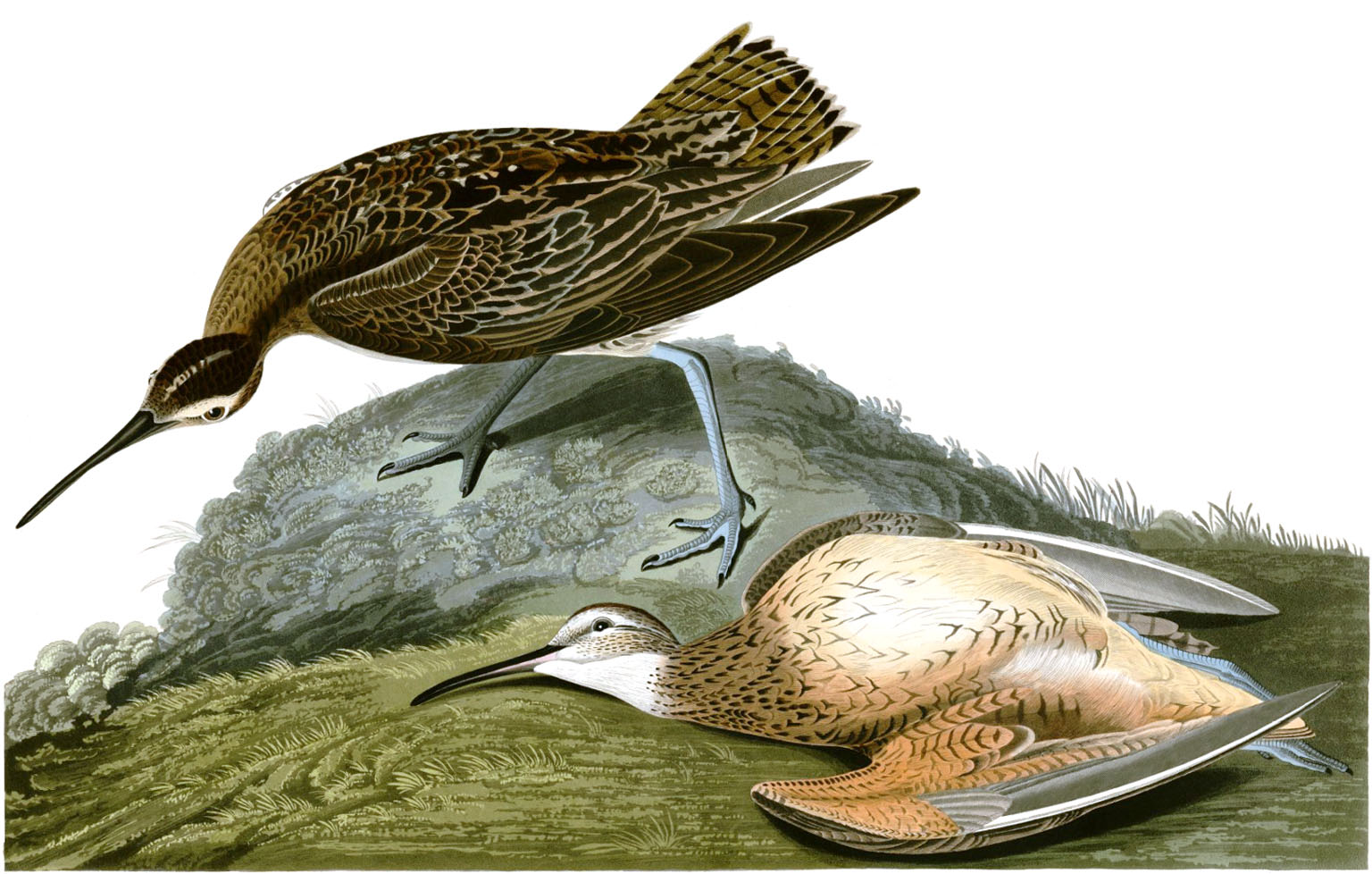
Ilustración de John James Audubon.

En su tiempo el zarapito esquimal fue una de las aves limícolas más numerosas de Norteamérica con una población estimada en millones de individuos. Se mataron al menos dos millones de zarapitos por año a finales del siglo XIX. Los últimos avistamientos confirmados se produjeron en 1962 en la isla Galveston, Texas y en Barbados en 1963. Hubo un avistamiento fiable de veintitrés aves en Texas en 1981, y más recientemente ha habido informes de avistamientos no confirmados en Texas, Canadá (1987), Argentina (1990), y Nueva Escocia (2006). No ha habido ningún informe confirmado de la especie en Sudamérica desde 1939. 
La especie está completamente protegida en Argentina, Brasil, Canadá, Estados Unidos y México, donde se prohibió su caza alrededor de 1916.